# Trial of Champions
Trial of Champions è il secondo extended play del gruppo musicale statunitense 3 Inches of Blood, pubblicato nel 2007 dalla Roadrunner Records solo su iTunes.
Oltre alla canzone estratta da Fire Up the Blades, l'EP contiene la reinterpretazione di In the Time of Job When Mammon Was a Yippie dei Lucifer's Friend  e il brano inedito Key to Oblivion. Entrambi i brani sono stati realizzati durante le sessioni di registrazione di Fire Up the Blades.

## Tracce
1. Trial of Champions – 3:39
2. In the Time of Job When Mammon Was a Yippie (Lucifer's Friend cover) – 3:38
3. Key to Oblivion – 4:09

## Formazione
- Cam Pipes - voce
- Jamie Hooper - voce
- Justin Hagberg - chitarra
- Shane Clark - chitarra
- Nick Cates - basso
- Alexei Rodriguez - batteria